# Federico Roncali
Federico Roncali Ceruti, premier comte d'Alcoy, né à Cadix en 1806 et mort le 3 avril 1857, est un homme d'État et militaire espagnol.

## Biographie
En 1844, tandis qu'il est capitaine général de Valence, il doit faire face à la rébellion de Boné (es), menée par le colonel de chevalerie et commandant des carabiniers Pantaleón Boné, qui prend la ville d'Alicante 44 jours durant, jusqu'à sa capture et exécution. Roncali parvient au grade de général grâce à l'appui de son protecteur, Baldomero Espartero. En 1845 il obtient la charge de sénateur à vie, qu'il n'honore cependant que durant un an. Il est capitaine général de Cuba et président du Conseil des ministres du 14 décembre 1852 au 14 avril 1853.